# SDF4
SDF4‏ (Stromal cell derived factor 4) هوَ بروتين يُشَفر بواسطة جين SDF4 في الإنسان.